# アルミナス・ナルベコヴァス
アルミナス・ナルベコヴァス（リトアニア語: Arminas Narbekovas、1965年11月28日 - ）は、リトアニア出身の元サッカー選手、サッカー指導者。ポジションはMF。

## 来歴
1983年にリトアニアのジャルギリス・ヴィリニュスでキャリアをスタートさせた。すぐにスター選手となり、1987年にクラブのソ連トップリーグ最高成績となる3位に貢献した。ロシアのロコモティフ・モスクワを経て、1990年に移籍したオーストリアのFKアウストリア・ウィーンでは、1990-1991シーズンからオーストリア・ブンデスリーガを3連覇した。
ソ連時代はオリンピックソ連代表として1988年ソウルオリンピックで金メダルを獲得。リトアニア独立後は、リトアニア代表として13試合に出場して同代表にとって最初のゴールを含む4得点を挙げた。
現在は古巣のジャルギリス・ヴィリニュスにて会長に就いている。2003年にリトアニアサッカー連盟によってリトアニアのゴールデンプレイヤー（過去50年最優秀選手）に選ばれた。